# Корбер
Корбер (фр. Corbère) насеље је и општина у јужној Француској у региону Лангдок-Русијон, у департману Источни Пиринеји која припада префектури Перпињан.
По подацима из 2011. године у општини је живело 672 становника, а густина насељености је износила 92,69 становника/km². Општина се простире на површини од 7,25 km². Налази се на средњој надморској висини од 160 метара (максималној 523 m, а минималној 130 m).

## Демографија
| 1962. | 1968. | 1975. | 1982. | 1990. | 1999. | 2011. |
| ----- | ----- | ----- | ----- | ----- | ----- | ----- |
| 435   | 471   | 421   | 420   | 442   | 543   | 672   |

График промене броја становника у току последњих година